# Кальдерон, Педро Хосе
Педро Хосе Кальдерон (исп. Pedro José Calderón; 1832, Лима — 1885, там же) — перуанский политический и государственный деятель, юрист, судья, педагог, дипломат и журналист. Премьер-министр Перу (18 сентября — 8 ноября 1865), министр иностранных дел Перу (14 октября 1864 — 6 ноября 1865). Сенатор Перу. Доктор права и канонов.

## Биография
Окончил Национальный университет Сан-Маркос, затем работал в альма-матер. В 1856 году стал юристом Верховного суда.
Член Учредительного конгресса Перу (1860).
Избирался в Палату депутатов страны и Сенат Перу. В 1865 году занимал пост премьер-министра Перу, в 1864—1865 годах — министра иностранных дел Перу.
В результате восстания Хуана Песета, вызванного позорными условиями мирного договора, подписанного после войны с Испанией укрылся во французской дипломатической миссии, затем отплыл за границу (декабрь 1865 г.).
В 1874 году вернулся в Перу и посвятил себя преподаванию в университете и журналистике.
При президенте Николасе де Пьероле был государственным секретарём Управления иностранных дел и культов (1879—1881).